# لاجیتک
لاجیتک (به انگلیسی: Logitech International S.A) (نزدک: LOGI) یک شرکت سوئیسیِ سازندهٔ ابزارهای جانبی رایانه، مانند صفحه‌کلید، موشواره، هدست، وب‌کم و دستهٔ بازی است. همچنین این شرکت بلندگوها و ابزارهای صوتی وایرلس و هدفون نیز برای تلفن همراه، رایانه، ام‌پی‌تری پلیر و دستگاه‌های پخش خانگی می‌سازد.
شرکت لاجیتک در سال ۲۰۰۸ با خرید کمپانی آمریکایی آلتیمیت ایرز دریچه ایی جدید از اسپیکرهای بلوتوث و هدفون حرفه‌ایی را برای بازار خود گشود.

## محصولات
- صفحه‌کلید، موشواره، دسته بازی مخصوص رایانه شخصی.
- اسپیکر
- اسپیکر بلوتوث
- ابزارهایی مثل دسته، اهرمک، فرمان برای کنسولهای بازی.
- هدست

- وب‌کم